# Mar Egeu

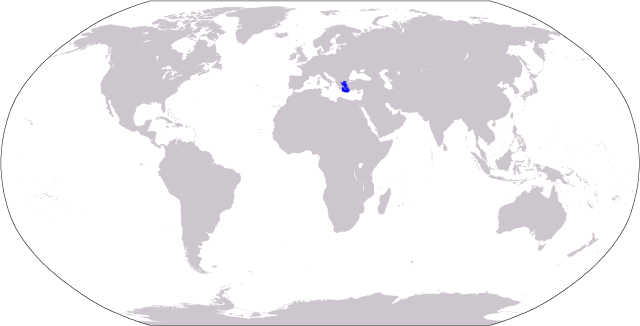
Localização do mar Egeu
* Os valores do perímetro, área e volume podem ser imprecisos devido às estimativas envolvidas, podendo não estar normalizadas.

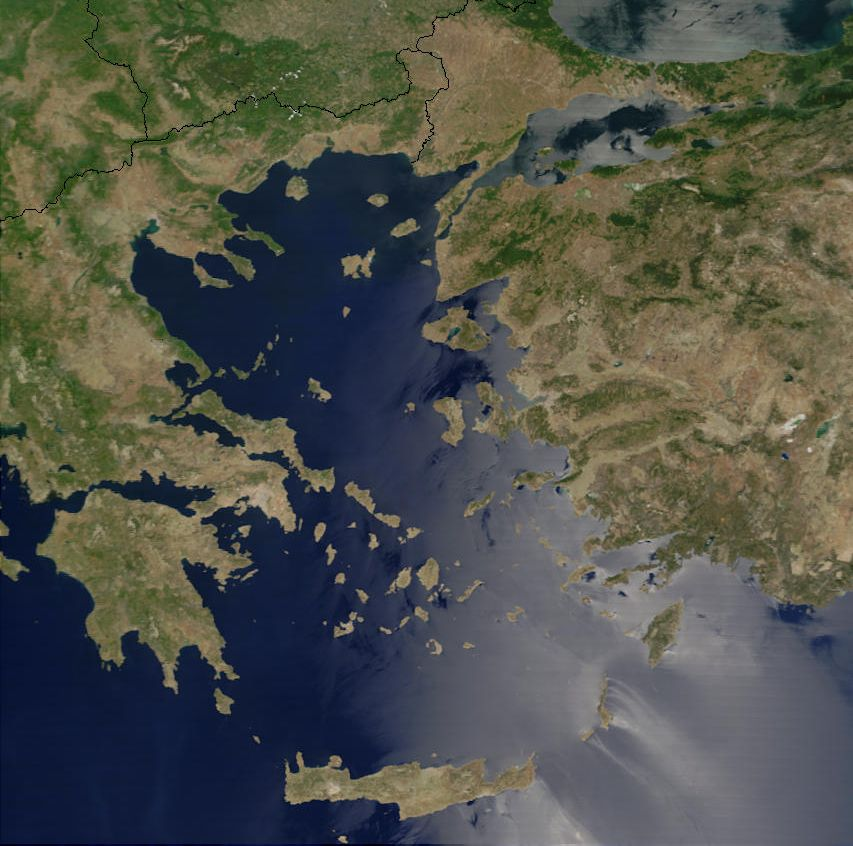
Foto tirada por satélite

O mar Egeu (em grego:  Αιγαίο Πέλαγος, transl. Eiêo Pélaghos; em turco:  Ege Denizi ou em turco:  Adalar Denizi) é um mar interior da bacia do mar Mediterrâneo situado entre a Europa e a Ásia. Estende-se da Grécia, a oeste, até a Turquia, a leste. Ao norte, possui uma ligação com o mar de Mármara e o mar Negro através do Dardanelos e do Bósforo. Diversas ilhas estão localizadas no mar Egeu, inclusive Creta e Rodes, que formam o seu limite meridional.
O mar era tradicionalmente conhecido como o Arquipélago (em grego:  Αρχιπέλαγος, "mar principal"), devido a sua importância para os gregos. Por metonímia, o termo também se aplicava ao conjunto das ilhas do Egeu e, posteriormente, veio a designar qualquer conjunto de ilhas (ver arquipélago).

## Etimologia
Já na Idade Antiga havia várias explicações propostas para a origem do nome. Dizia-se que a origem seria devida à cidade grega de Aegae, ou a Egeia, rainha das Amazonas que morreu no mar, ou a Aigaion, um dos nomes de Briareu, um dos arcaicos Centímanos, ou, especialmente entre os atenienses, Egeu, pai de Teseu, que se arrojou ao mar ao concluir, erroneamente, que seu filho estava morto, uma vez que este, voltando da ilha de Creta, após ter vencido o Minotauro, esqueceu-se de trocar as velas de seu barco para brancas -- que teriam indicado sua vitória e sobrevivência-- deixando as velas negras, que simbolizavam derrota e a morte de Teseu.
Uma possível etimologia é uma derivação da palavra grega αἶγες – aiges = "ondas" (Hesíquio de Alexandria; uso metafórico de αἴξ (aix) "cabra"), daí o "mar ondulado", cf. também αἰγιαλός (aigialos = aiges (ondas) + hals (mar)), portanto, significa "beira-mar".
Em uma língua eslava do Sul o mar é frequentemente chamado de Mar Branco (em búlgaro:  Бяло море, Byalo more, macedônio e sérvio: Бело море, Belo more).

## Geografia
O mar Egeu cobre uma superfície de cerca de 214 000 km² e se estende por cerca de 611 km de norte a sul e 299 km de oeste a leste. Numerosas ilhas são banhadas pelo mar, cujo limite meridional é marcado pelas ilhas de Citera, Anticítera, Creta, Cárpato e Rodes (de oeste para leste).
As cerca de 1 415 ilhas do Egeu costumam ser divididas em sete grupos: as ilhas de nordeste, Eubeia, as Espórades Setentrionais, as Cíclades, as Sarônicas, o Dodecaneso (ou Espórades Meridionais) e Creta. Pertencem à Turquia as ilhas de Bozcaada (em grego:  Τένεδος, transl. Tênedos) e Gökçeada (em grego:  Ίμβρος, transl. Imvros), e o restante pertence à Grécia.

### Hidrografia

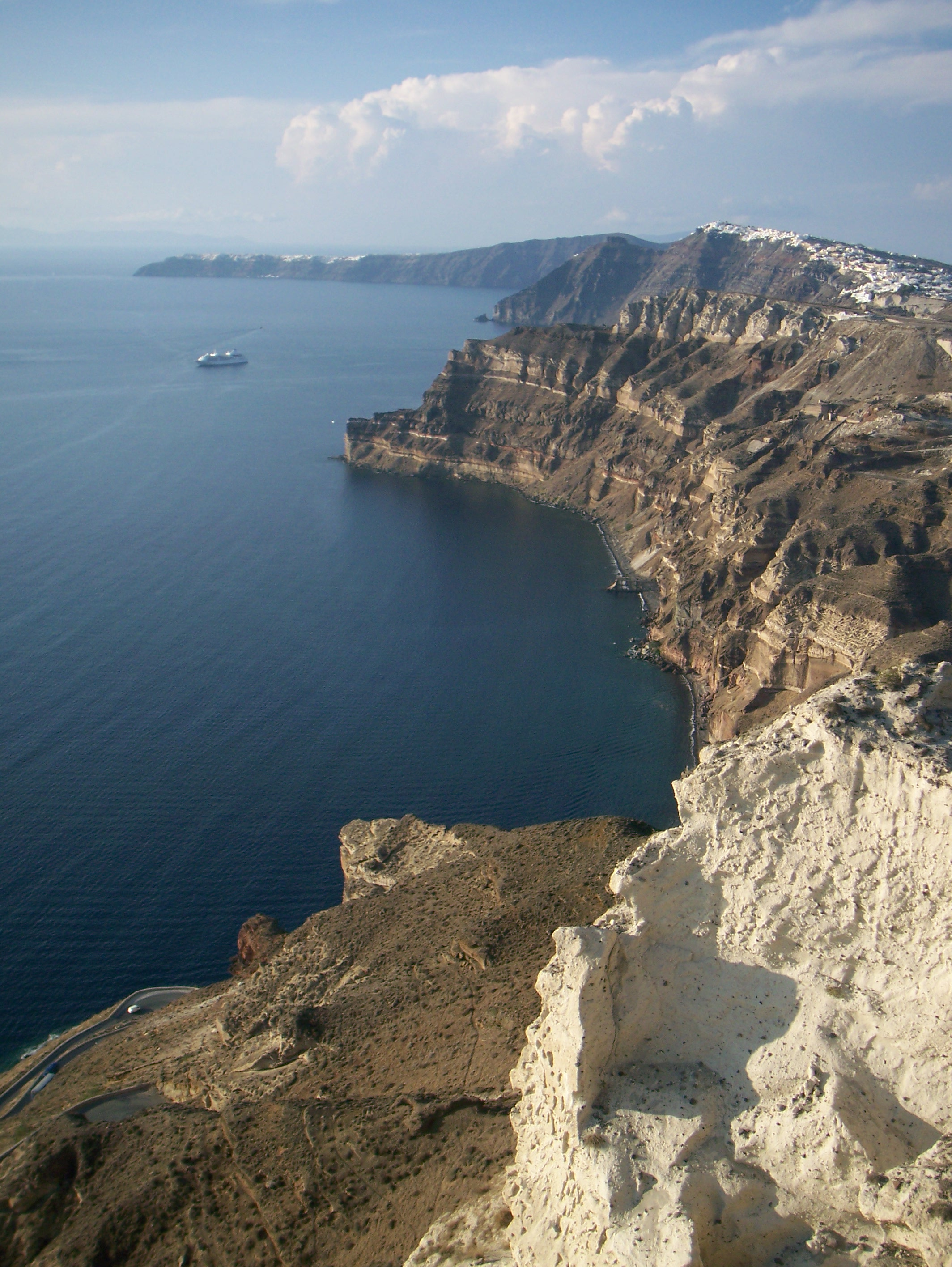
As falésias na Ilha de Santorini, Grécia

A superfície da água do mar Egeu circula em um giro anti-horário, com água hipersalina mediterrânea movendo-se para o norte ao longo da costa oeste da Turquia, antes de ser deslocado para a saída menos densa do Mar Negro. As densas águas do Mediterrâneo afundam-se abaixo da entrada do Mar Negro a uma profundidade de 23-30 metros, então fluem através do Estreito de Dardanelos e para o Mar de Mármara em velocidades de 5-15 cm/s. A saída do mar Negro se move para oeste ao longo do norte do Mar Egeu, então, flui para sul ao longo da costa leste da Grécia.

## História
O litoral atual remonta a cerca de 4 000 a.C.. Antes dessa época, no auge da última era glacial (cerca de 16 000 a.C.), os níveis do mar em todos os lugares estavam 130 metros mais baixos, e havia grandes planícies costeiras bem regadas, em vez de a maior parte do norte do Mar Egeu. Quando eles estavam ocupados em primeiro lugar, as ilhas atuais, incluindo Milos com sua produção de obsidiana importante foram, provavelmente, ainda ligadas ao continente. A presente forma costeira apareceu em cerca de 7 000 a.C., com o nível do mar na era pós-glacial continuando a aumentar por mais de 3 000 anos depois.
As seguintes civilizações da Idade do Bronze na Grécia e no Mar Egeu deram origem ao termo geral civilização egeia. Nos tempos antigos, o mar foi o berço de duas civilizações antigas - os minoicos de Creta e da civilização micênica do Peloponeso.
O mar Egeu foi colonizado pelos gregos há mais de quatro milênios. Até 1922 e o tratado de Lausanne, que cedeu à Turquia a costa oriental, todas as ilhas e costas norte, leste e oeste eram habitadas por uma maioria de gregos.
Durante a Idade Antiga, o mar Egeu propiciou o desenvolvimento da navegação marítima pelos gregos. Suas costas montanhosas e irregulares formam abrigos naturais e seu grande número de ilhas permitia navegar sempre à vista de terra.
O Egeu é também o berço das primeiras talassocracias da história da Europa, a dos minoicos de Creta e a de Atenas no século V a.C. (Liga de Delos). Com a conquista romana (cerca de 167 a.C.), as costas passaram a integrar a mesma unidade política, o Império Romano e, em seguida, o Império Bizantino.
Na Idade Média, as costas foram partilhadas entre os diferentes impérios gregos, os turcos e os Estados latinos, até a queda de Rodes, em 1522, e a conquista de Creta, no século XVII (tomada de Cândia em 1669 e de Spinalonga em 1715).
A Grécia logrou obter sua independência contra o Império Otomano em 1830. Limitada ao Peloponeso, à Ática e à Tessália, o país passou a opor-se ao Império Otomano - e depois à Turquia - ao longo de um século.
Em 2020, o mar foi o epicentro de um grande terremoto que atingiu a Grécia e a Turquia.